# Чермоев, Владимир Александрович
Влади́мир Алекса́ндрович Чермо́ев (1866—1931) — русский генерал, герой Первой мировой войны.

## Биография
Православный.
Окончил 2-й кадетский корпус (1882) и Николаевское инженерное училище (1885), откуда выпущен был подпоручиком в 12-й пехотный Великолуцкий полк с прикомандированием к лейб-гвардии Московскому полку. В 1886 году был переведен в лейб-гвардии Московский полк чином подпоручика.
Чины: поручик (1891), штабс-капитан (ст. 6.12.1897), капитан (1900), полковник (ст. 6.12.1907), генерал-майор (1915).
8 октября 1913 года назначен командиром 94-го пехотного Енисейского полка, с которым и вступил в Первую мировую войну. Был удостоен ордена Святого Георгия 4-й степени
За то, что отважно штурмовал вверенным ему полком 11 октября 1914 года, дер. Казимерж, занял важную у этой деревни позицию и захватил 12 неприятельских орудий и 6 пулеметов.
23 февраля 1915 года произведен в генерал-майоры. На 28 мая 1915 года — командующий тем же полком. 16 сентября 1915 назначен командиром бригады 67-й пехотной дивизии. Пожалован Георгиевским оружием
За то, что, состоя бригадным командиром 67-й пехотной дивизии, искусно и неустрашимо руководя действиями 1-й бригады названной дивизии с приданным ей 20-м пехотным Галицким полком, в бою 20 Ин. 1916 г., в районе госп. двора Скробова, когда положение начало складываться для нас неблагоприятно, решительно ввел в дел вверенные ему войска, овладел двумя неприятельскими укрепленными его линиями и, закрепившись на них, отбил все контр-атаки противника, чем решительно содействовал успеху ударной группы 9 и — корпусов.
7 февраля 1917 года назначен командующим 170-й пехотной дивизией. 6 августа 1917 зачислен в резерв чинов при штабе Московского военного округа, а 1 октября 1917 назначен командующим 1-й гренадерской дивизией.
После революции остался в СССР. К 1931 году — безработный в Ленинграде, был репрессирован по делу «Весна» вместе с другими офицерами-московцами.

## Награды
- Орден Святой Анны 3-й ст. (1904)
- Орден Святого Станислава 2-й ст. (1908)
- Орден Святой Анны 2-й ст. (1911)
- Орден Святого Владимира 4-й ст. (1913)
- Орден Святого Владимира 3-й ст. с мечами (ВП 03.01.1915)
- Орден Святого Георгия 4-й ст. (ВП 11.03.1915)
- мечи и бант к ордену Св. Владимира 4-й ст. (ВП 28.05.1915)
- Орден Святого Станислава 1-й ст. с мечами (ВП 08.01.1916)
- мечи к ордену Св. Анны 2-й ст. (ВП 25.05.1916)
- Орден Святой Анны 1-й ст. с мечами (ВП 29.07.1916)
- Георгиевское оружие (ПАФ 22.05.1917)